# Jésus parmi les docteurs
Jésus parmi les docteurs cortometraggio del 1903 diretto da Lucien Nonguet e Ferdinand Zecca. Quinto episodio del film La Vie et la Passion de Jésus-Christ (1903), che è composto da 27 episodi.

## Trama
Appare Gesù, i medici e i saggi che erano impegnati in una discussione lo ascoltano stupiti per le sue parole di saggezza.